# Milchsaft
|  | Dieser Artikel wurde aufgrund von formalen oder inhaltlichen Mängeln in der Qualitätssicherung Biologie zur Verbesserung eingetragen. Dies geschieht, um die Qualität der Biologie-Artikel auf ein akzeptables Niveau zu bringen. Bitte hilf mit, diesen Artikel zu verbessern! Artikel, die nicht signifikant verbessert werden, können gegebenenfalls gelöscht werden. Lies dazu auch die näheren Informationen in den Mindestanforderungen an Biologie-Artikel. |

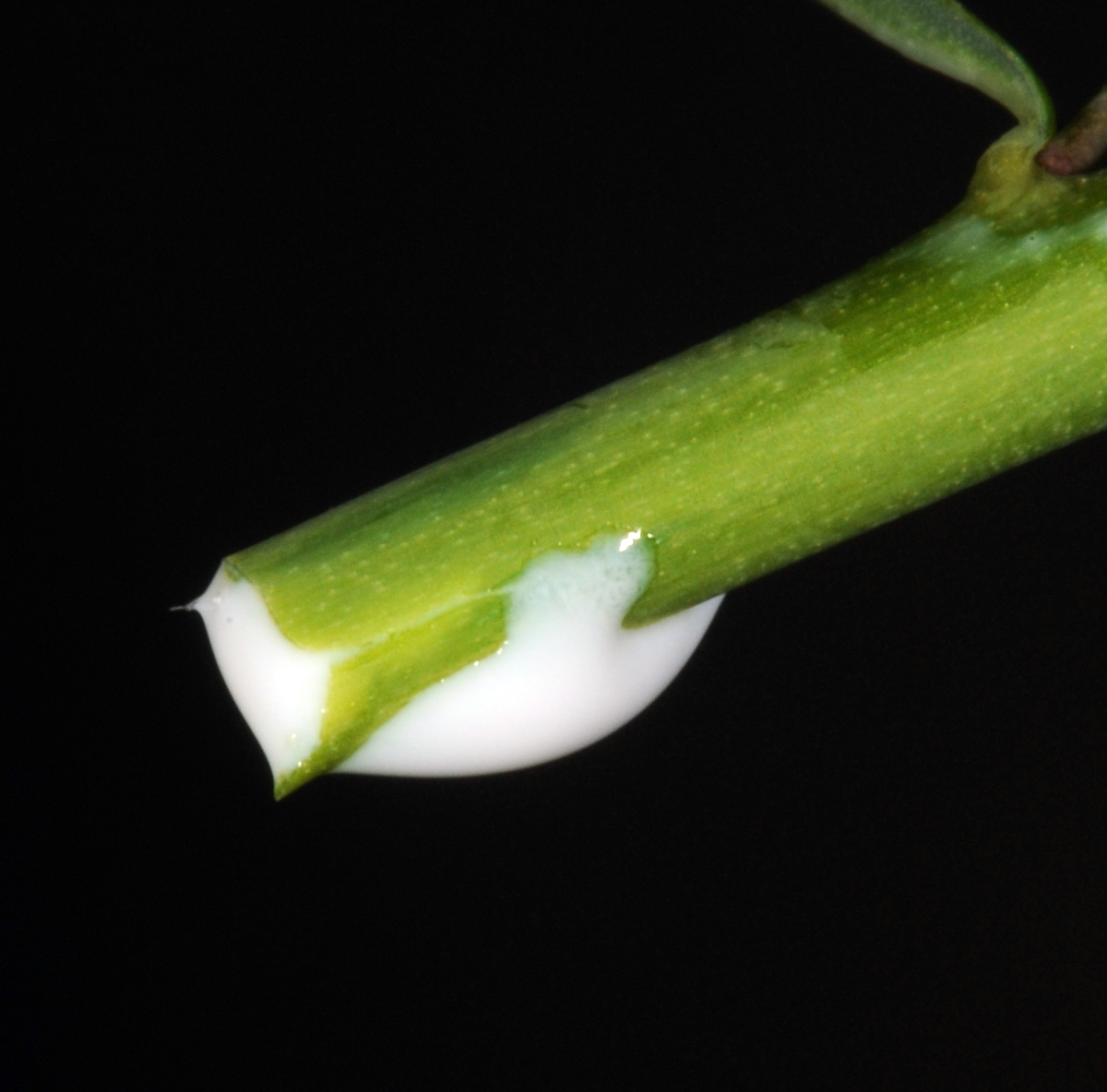
Austretender giftiger Milchsaft der Wolfsmilch (Euphorbia).

Unter Milchsaft oder Chylus versteht man das von manchen Organismen-Taxa gebildete flüssige Sekret, das im Pflanzenkörper in Milchröhren oder in den Hyphen von Pilzen gebildet und transportiert wird. Der Name des Milchsaftes rührt von seinem milchig-trüben Aussehen her. Meist ist der Milchsaft weiß, selten auch gelb bis orange. Milchsaft besitzt eine mehr oder weniger dickflüssige Konsistenz und härtet an der Luft aus.
Eine bekannte Form des Milchsaftes ist Latex, welches den Kautschuk liefert.
Ebenso bekannt ist der Milchsaft aus den unreifen Kapselfrüchten des Schlafmohns, aus dem das Opium (von griechisch opos ‚Saft‘) und die darin enthaltenen Alkaloide (beispielsweise Morphin) gewonnen werden. Pflanzen mit Milchsaft wurden in der Antike und im Mittelalter auch häufig als Zauber- oder Hexen-Pflanzen (dann auch Hexenmilch oder Teufelsmilch genannt) betrachtet.

## Organismen, bei denen Milchsaft vorkommt

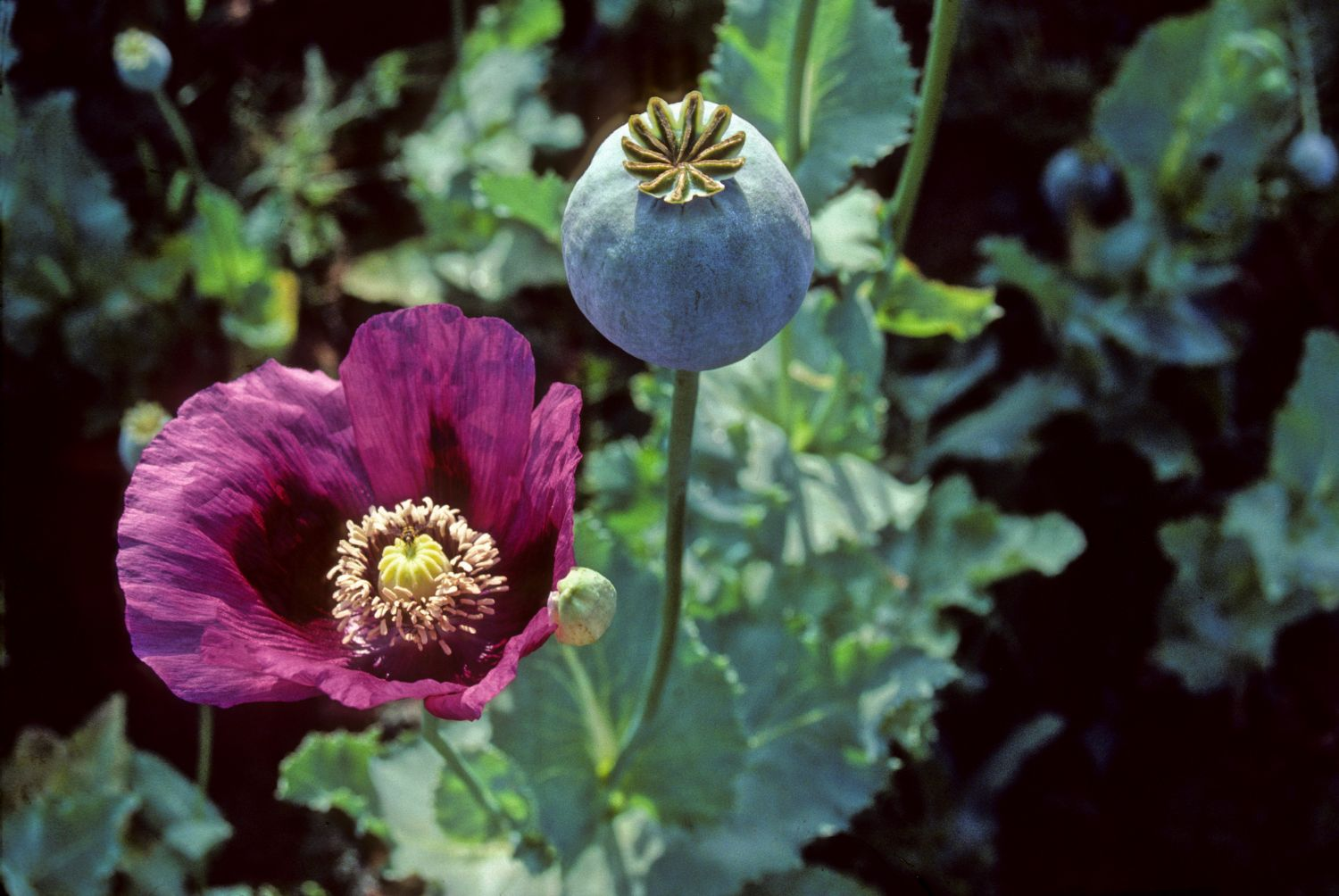
Schlafmohn, Papaver somniferum, aus dessen Milch Opium gewonnen werden kann.

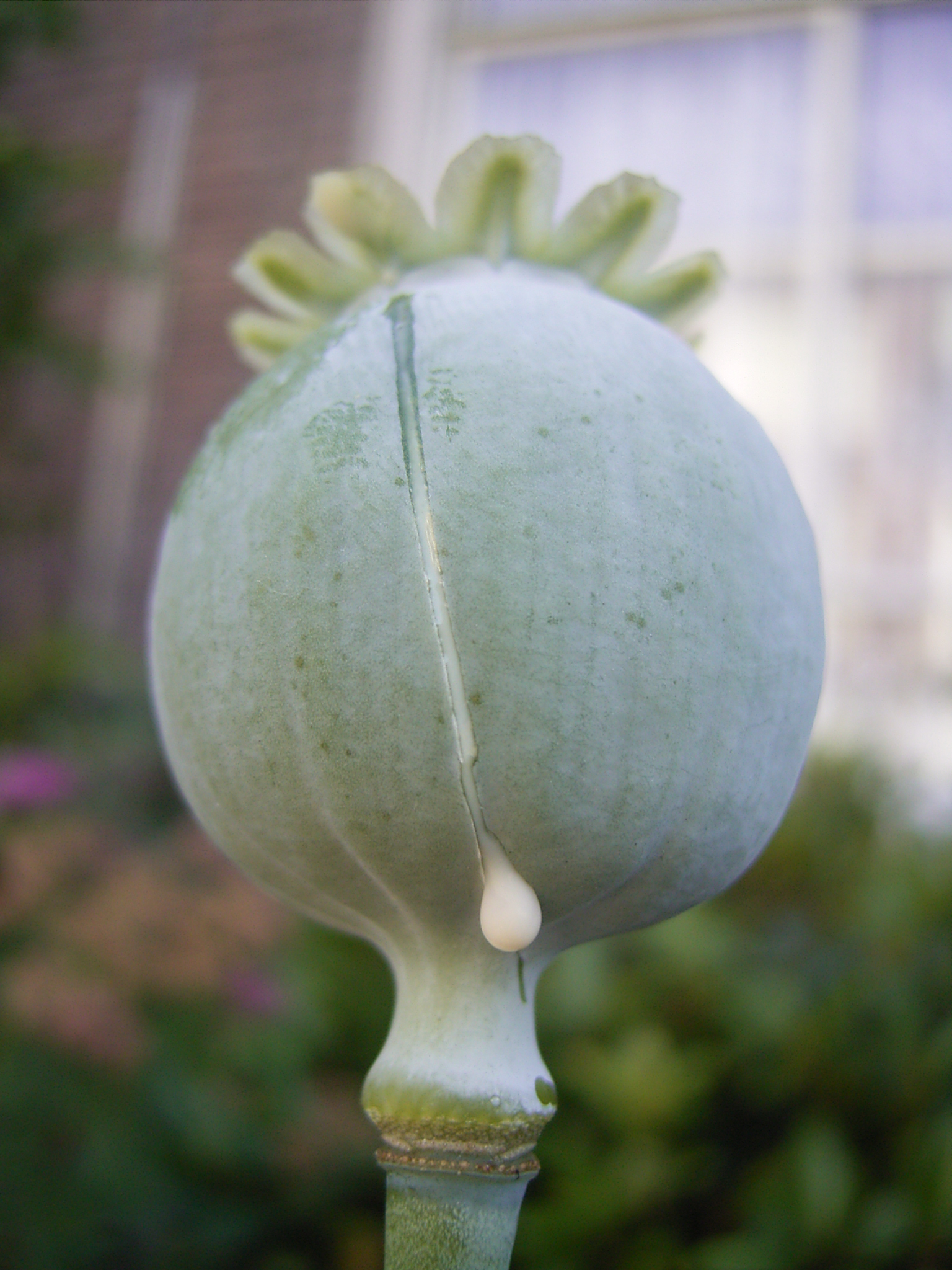
Durch Anritzen unreifer Samenkapseln gewonnener Milchsaft von Papaver somniferum liefert beim Trocknen Opium.

Pflanzenfamilien, in denen Milchsaft führende Vertreter vorkommen, sind unter anderem:
- Wolfsmilchgewächse (Euphorbiaceae): beispielsweise Zypressen-Wolfsmilch (Euphorbia cyparissias), Christusdorn (Euphorbia millii), Weihnachtsstern (Euphorbia pulcherrima). Der getrocknete Milchsaft (die erhärtete „Wolfsmilch“) einiger sukkulenter Wolfsmilchgewächse wie vor allem Euphorbia resinifera wurde in der alten Pharmazie als Euphorbium[2] oder Euforbium[3] bezeichnet.
- Mohngewächse (Papaveraceae): beispielsweise Schlafmohn (Papaver somniferum), Schöllkraut (Chelidonium maius)
- Korbblütler (Asteraceae): beispielsweise Gewöhnlicher Löwenzahn (Taraxacum sect. Ruderalia), Gemüse-Gänsedistel (Sonchus oleraceus), Giftlattich (Lactuca virosa).
- Maulbeergewächse (Moraceae): beispielsweise Gummibaum (Ficus elastica).
- Hundsgiftgewächse (Apocynaceae): beispielsweise Immergrün (Vinca minor). Einschließlich der
  - Unterfamilie Seidenpflanzengewächse (Asclepiadoideae): beispielsweise Schwalbenwurz (Vincetoxicum hirundinaria).
- Wanzenpflanzengewächse (Roridulaceae): beispielsweise Roridula dentata.

Milchsaft kommt auch bei einigen Pilzen vor, beispielsweise bei der Gattung der Milchlinge (Lactarius), deren Hyphen weißen (Lärchen-Reizker) oder rot-orangen (Edel-Reizker, Fichten-Reizker, Lachs-Reizker, Wechselblauer Edel-Reizker, Weinroter Kiefern-Reizker, Spangrüner Kiefern-Reizker) oder blau-grünen (Blaumilchender Reizker, Indigo-Reizker) Milchsaft mit gesättigten Fettsäuren enthalten. Bei manchen Arten verfärbt sich der Milchsaft an der Luft. Einige Milchlinge schmecken roh mehr oder weniger scharf brennend, einzelne Arten können auch gekocht zu einer Vergiftung durch Magen-Darm-Reizung führen.

## Chemische Zusammensetzung
Milchsaft besteht hauptsächlich aus Isoprenoiden oder Terpenen, die artspezifisch in verschiedenen Anteilen in einer wässrigen Basis emulgiert werden. Daneben enthält Milchsaft in verschiedenen Anteilen Zucker, Stärkekörner, Tannine, Glykoside, Alkaloide (beispielsweise im Opium des Schlafmohns), ätherische Öle, Wachse und Gummiharze, organische Säuren, Stärke, Proteine, Enzyme (z. B. Papain bei der Papaya Carica papaya) und Öle, die entweder darin gelöst, emulgiert oder suspendiert sind.
Das Vorhandensein von emulgierten Tröpfchen der in Wasser unlöslichen organischen Stoffe (Isoprenoide, Öle) bewirkt die milchige Trübung des Milchsafts. Häufig ist der Milchsaft wegen der darin enthaltenen Alkaloide oder Glykoside giftig.
Etwa 2000 Pflanzenarten enthalten als Bestandteil ihres Milchsafts mehr oder weniger große Mengen von Kautschuk, doch nur bei etwa 500 von ihnen ist die Menge so groß, dass man von gummihaltigen Pflanzen sprechen kann. Der Gehalt an Kautschuk im Milchsaft dieser Pflanzen schwankt zwischen 1 % und 20 % der Trockenmasse (nach Nultsch, siehe Literatur). Kautschuk liegt in Form von feinen Partikeln in der proteinreichen Grundmasse suspendiert vor. Kautschuk enthaltender Milchsaft wird auch als Latex bezeichnet.
Dem Kautschuk chemisch ähnlich sind Guttapercha, Balata und Chicle.

## Anatomie der Milchröhren

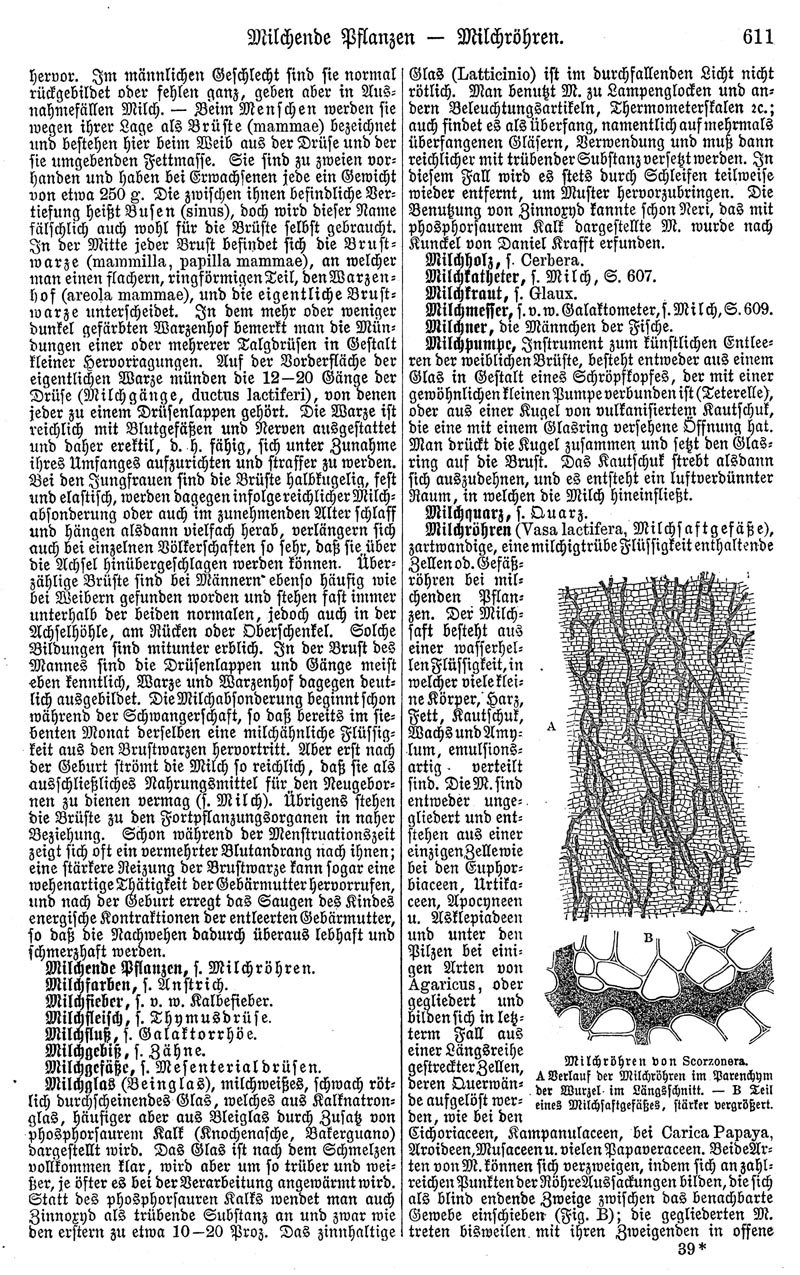
Milchröhren (rechte Textspalte, untere Hälfte)

Die Milchröhren sind verzweigte Gefäßsysteme in den Organen der Milchsaft bildenden höheren Pflanzen, die den Milchsaft erzeugen und speichern. Milchröhren wurden erstmals 1679 von Marcello Malpighi beschrieben.
Man unterscheidet je nach der Entstehungsweise der Milchröhren zwischen gegliederten und ungegliederten Milchröhren. Außerdem unterscheidet man anastomisierende (durch Querverbindungen ein Netzwerk bildende) und nicht anastomisierende Milchröhren. Es gibt auch Arten mit einfachen milchsaftführenden Zellen, deren Cytoplasma nicht oder nur über Plasmabrücken verbunden ist (z. B. Parthenium argenteum). Gegliederte Milchröhren haben beispielsweise Hevea brasiliensis (Kautschukbaum) und Lactuca serriola (Kompasspflanze). Ungegliederte Milchröhren besitzen Euphorbia lathyris (Kreuzblättrige Wolfsmilch) und Ficus elastica (Gummibaum).
Ungegliederte Milchröhren wachsen von der Keimung an mit der Pflanze mit und durchziehen den Pflanzenkörper als lange, mitunter weit verzweigte Schläuche.
Gegliederte Milchröhren entstehen später in der bereits ausgewachsenen Pflanze durch Fusionierung von langgestreckten Parenchymzellen. Die Reste der aufgelösten Querwände sind im Mikroskop nur noch schwach sichtbar.
Durch Bildung von seitlichen Aussackungen können die Milchröhren seitliche Verzweigungen bilden und mit anderen Milchröhren in Verbindung treten (anastomisieren). Dadurch entsteht im Pflanzenkörper ein dichtes Netzwerk. In vielen Pflanzenarten bleiben jedoch die Schläuche auch ohne Querverbindungen.
Von ihrer Physiologie und ihrer Funktionsweise her besteht kein Unterschied zwischen ungegliederten und gegliederten Milchröhren. Das Gefäßsystem ist in beiden Fällen vielkernig. Die Zellkerne und Mitochondrien werden dabei an die Zellmembran und die Zellwand gedrängt, während das gesamte Cytoplasma durch den Milchsaft ersetzt ist, in dem die restlichen Organellen (beispielsweise Ribosomen) enthalten sind. Milchsaft ist also keine tote Flüssigkeit, sondern lebendes Cytoplasma.

## Neubildung von Milchsaft
Wird das Gefäßsystem in einer lebenden Pflanze oder einem Pilzfruchtkörper verletzt, so fließt der Milchsaft mit den darin enthaltenen Ribosomen und Mitochondrien aus. Der austretende Milchsaft härtet an der Luft aus und verschließt so die Wunde. Unmittelbar nach dem Ausfließen beginnt sofort die Neubildung von Milchsaft, die je nach ausgeflossener Menge nach etwa 2 Tagen abgeschlossen ist. Das ist nur deshalb möglich, weil normalerweise einige funktionstüchtige Organellen und Zellkerne sowie Enzyme in den leergelaufenen Milchröhren verbleiben und die Synthese der im Milchsaft enthaltenen Stoffe durchführen können.

## Bedeutung des Milchsafts für die Organismen
Die Bedeutung des Milchsafts war zur Zeit seiner Entdeckung noch weitgehend unklar. Man vermutete zunächst, dass die Milchröhren zur Leitung und Speicherung von Nährstoffen verwendet wurden (Hanstein 1864, Schmalhausen 1877). Später wurde deutlich, dass dazu in den Pflanzen die Siebröhren dienen.
Eine eher wahrscheinliche Funktion des Milchsafts ist der Schutz gegen Tierfraß. Der bittere Geschmack und die Giftigkeit der enthaltenen Stoffe bewirkt, dass vor allem Wirbeltiere vom Fressen der milchsaftführenden Pflanzen abgeschreckt werden. Gegen die Raupen des Wolfsmilchschwärmers (Hyles euphorbiae) und des Oleanderschwärmers (Daphnis nerii) nutzt dieser Schutz jedoch nichts. Möglicherweise haben sich in ihrem Stoffwechsel Schutzmechanismen gegen die giftigen Inhaltsstoffe entwickelt.
Eine weitere Funktion des Milchsaftes dürfte der Schutz der Organismen vor Infektionen sein. Zum einen wirken die enthaltenen Gerbstoffe und Alkaloide antibiotisch, zum anderen wird durch das Eintrocknen und Festwerden des Milchsafts beim Austritt aus einer Wunde ein rascher Wundverschluss erreicht.

## Bedeutung des Milchsafts für den Menschen

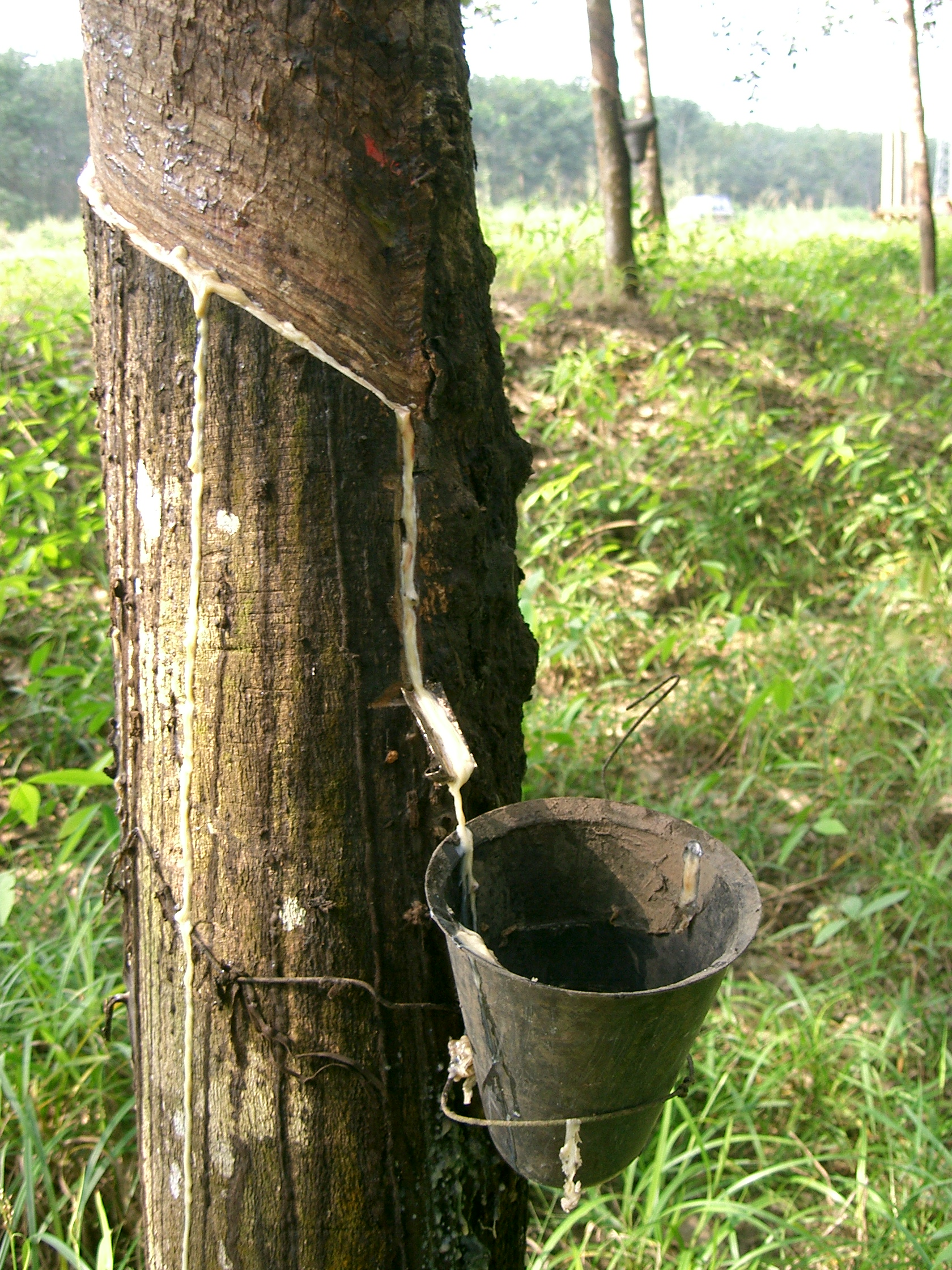
Latexgewinnung

Milchsäfte verschiedenster Pflanzen, aber auch Harze, Baumsäfte, Honig, Blut, Bitumen und andere Substanzen, wurden schon seit dem Altpaläolithikum von Menschen und Neandertalern als Klebemittel bei der Schäftung zur Herstellung von Kompositgeräten verwendet, auch im Mittelpaläolithikum und von Jägern und Sammlern des 21. Jahrhunderts.
Die Alkaloide, die im Milchsaft vieler Arten enthalten sind, werden vom Menschen schon lange medizinisch genutzt. In der Naturheilkunde wird der giftige Milchsaft von Wolfsmilch („Wolfsmilch“, in getrockneter Form Euphorbium), Gänsedistel oder Schöllkraut gegen Magenbeschwerden, Leberschwäche und Kurzatmigkeit eingesetzt. Äußerlich wird der Milchsaft zur Verätzung von Warzen und verdünnt bei Hautkrankheiten eingesetzt. Wegen seiner Giftigkeit wurden und werden von verschiedenen Ethnien Pfeilspitzen mit Milchsaft benetzt.
Latex, der Milchsaft des Kautschukbaums (Hevea brasiliensis), heißt in getrockneter Form Kautschuk und wird zur Produktion von Naturkautschuk verwendet. Durch Vulkanisation, also das Einbringen von Schwefel und Erhitzen, wird das Material stabilisiert, dieses Endprodukt wird als Gummi bezeichnet. Latexkleidung wird üblicherweise aus natürlichem Gummi hergestellt, Latexhandschuhe werden wegen der allergenen Wirkung oft durch Kunststoffe substituiert.
Als umweltfreundliche Alternative zur Gewinnung des Rohstoffes auf Kautschukplantagen, für die oft tropischer Regenwald gerodet wird, wird mittlerweile auch Löwenzahn-Kautschuk vom Russischen Löwenzahn verwendet. Während aus diesem Produkt bereits Fahrradreifen erhältlich sind, befinden sich Reifen für LKW und PKW noch in der Testphase.
Der Milchsaft des Breiapfelbaums (Chicle) dient zur Produktion von Kaugummi. Aus dem Milchsaft von Akazien gewinnt man Gummi arabicum. Zur Gewinnung des Milchsafts wird in jedem Fall die Rinde des Baumes v-förmig angeritzt, so dass die Flüssigkeit an einer Seite des Stamms heraustropft und dort in Behältern aufgefangen werden kann. Anschließend wird der Saft durch Verdampfung oder Zentrifugierung eingedickt und mit Ammoniak stabilisiert.
Aus dem Milchsaft unreifer Fruchtkapseln des Schlafmohns wird Opium gewonnen, das wie die davon abgeleiteten Produkte Morphin und Heroin nicht nur als Rauschdroge, sondern auch als Schmerzmittel Verwendung fand oder noch findet. Wegen der suchterzeugenden Wirkung wird die medizinische Nutzung jedoch im Allgemeinen unter strenger Kontrolle durchgeführt.
Der Milchsaft der orientalischen Purgierwinde diente wegen seines Gehaltes an dem glykosidischen Skammonin als drastisches Abführmittel.
Der Latextest oder Latex-Agglutinationstest ist ein Verfahren der Laboratoriumsmedizin zum Nachweis und Sichtbarmachen von Antigen-Antikörper-Reaktionen, bei dem Antikörper oder Antigene an Latexpartikel gebunden wurden. Allerdings bestehen die Partikel meist aus Polystyrol.